# كارل ديفيس دروموند
كارل ديفيس دروموند (بالإسبانية: Carl Davis Drumond)‏ مواليد 9 فبراير 1975 في كوستاريكا، هو ملاكم محترف كوستاريكي يصنف ضمن فئة الوزن الثقيل بدأ مسيرته الاحترافية سنة 2005.

## المسيرة الاحترافية
من نزالاته:
- خسر أمام أودلانير سوليس (2010).

## إحصائيات
خاض خلال مسيرته 37 نزالا، فاز في 32 وخسر في 5. فاز بالضربة القاضية في 25 نزالا.

## روابط خارجية
- كارل ديفيس دروموند على موقع بوكس ريك (الإنجليزية) (registration required)